# Граф Клебша
В теории графов под графом Клебша понимается один из двух дополняющих друг друга графов, имеющих 16 вершин. Один из них имеет 40 рёбер и является 5-регулярным графом, другой имеет 80 рёбер и является 10-регулярным графом. 80-рёберный вариант — это половинный граф куба 5-го порядка. Назван графом Клебша в 1968 году Зайделем  ввиду его связи с конфигурацией прямых поверхности четвёртого порядка, открытой 1868 году немецким математиком Альфредом Клебшем. 40-рёберный вариант – это складной граф куба 5 порядка. Он известен также под именем граф Гринвуда — Глизона после работы Гринвуда и Глизона , в которой они использовали этот граф для вычисления числа Рамсея R (3,3,3) = 17

.

## Построение
Складной граф куба 5-го порядка (5-регулярный граф Клебша) может быть построен добавлением рёбер между противоположными вершинами графа 4-мерного гиперкуба (В n-мерном гиперкубе пара вершин противоположна, если кратчайшее расстояние между ними содержит n рёбер). Его можно построить также из графа 5-мерного гиперкуба стягиванием каждой пары противоположных вершин.
Ещё одно построение, дающее тот же граф, заключается в создании вершины для каждого элемента конечного поля GF (16) и соединении двух вершин ребром, если разность соответствующих элементов поля является кубом.
Половинный граф куба 5-го порядка (10-регулярный граф Клебша) — это дополнение 5-регулярного графа. Его можно также построить из вершин 5-мерного гиперкуба путём соединения пар вершин, между которыми расстояние Хэмминга равно точно двум. Это построение образует два подмножества по 16 вершин в каждом, не связанных друг с другом. Оба полученных графа изоморфны 10-регулярному графу Клебша.

## Свойства
5-регулярный граф Клебша является сильно регулярным графом 5-й степени с параметрами {\displaystyle (v,k,\lambda ,\mu )=(16,5,0,2)}.
Его дополнение, 10-регулярный граф Клебша, тоже сильно регулярен
.
5-регулярный граф Клебша является гамильтоновым, непланарным и не эйлеровым. Оба графа являются 5-вершинно связными и 5-рёберно связными.
Подграф, порождённый десятью вершинами, не являющихся соседями какой-либо вершины в этом графе, 
изоморфен графу Петерсена.
Рёбра полного графа K16 можно разделить на три несвязных копии 5-регулярного графа Клебша. Поскольку граф Клебша не содержит треугольников, это показывает, что существует трёхцветное раскрашивание без треугольников рёбер графа K16.
Таким образом, число Рамсея R (3,3,3), описывающее минимальное число вершин в полном графе при трёхцветном раскрашивании без треугольников, не может быть меньше 17. 
Гринвуд и Глизон использовали это построение как часть своего доказательства равенства R (3,3,3) = 17 .
5-регулярный граф Клебша является графом Келлера размерности два, и входит в семейство графов, используемых для поиска покрытия Евклидовых пространств большой размерности гиперкубами, не имеющими общих граней.

### Алгебраические свойства
Характеристический многочлен 5-регулярного графа Клебша — это {\displaystyle (x+3)^{5}(x-1)^{10}(x-5)}. Таким образом, граф Клебша является целым графом – его спектр состоит полностью из целых чисел. Граф Клебша является единственным графом с таким характеристическим полиномом.
5-регулярный граф Клебша является графом Кэли c группой автоморфизмов порядка 1920, изоморфной группе Коксетера {\displaystyle D_{5}}. Как в любом графе Кэли, группа автоморфизмов действует транзитивно на его вершины, делая его 
вершинно-транзитивным. Фактически он является симметричным графом, а потому он рёберно-транзитивен и дистанционно-транзитивен.

## Галерея

Граф Клебша является гамильтоновым.
Ахроматическое число[англ.] графа Клебша равно 8.
Хроматическое число графа Клебша равно 4.
Хроматический класс графа Клебша равен 5.
Конструирование графа Клебша из графа гиперкуба.